# Générateur magnéto-cumulatif
Les générateurs magnéto-cumulatifs sont des générateurs de hautes puissances pulsées fonctionnant par compression d'un flux magnétique à l'aide d'explosifs.
Les premiers travaux sur ces générateurs à explosifs ont été réalisés indépendamment, d'abord en Union soviétique dans le centre de recherches nucléaires de l'Institut panrusse de recherche scientifique en physique expérimentale (VNIIEF) à Sarov au début des années 1950, puis aux États-Unis dans le Laboratoire national de Los Alamos.
La compression de flux électromagnétique sans explosif est aussi possible, par l'action directe des forces de Lorentz sur un conducteur traversé par un très fort courant électrique : voir Z-pinch.

## Historique
Pour mener à bien leurs recherches sur la fusion nucléaire, la nécessité de disposer de générateurs d'impulsions électriques ou magnétiques extrêmement brèves et puissantes est apparue aux scientifiques soviétiques dès le début des années 1950. À l'époque, le seul procédé disponible était le générateur de Marx, qui utilise un stockage capacitif de l'énergie électrique. Le coût prohibitif des condensateurs nécessaires pour obtenir les puissances requises les a conduits à rechercher des techniques alternatives plus économiques. C'est ce qui a abouti au développement des premiers générateurs magnéto-cumulatifs en Union soviétique, à partir d'idées originales d'Andreï Sakharov.

## Principes de fonctionnement

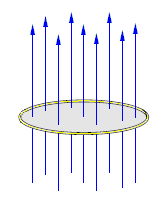
Pour un champ magnétique d'intensité constante B traversant une surface S, le flux Φ est égal à B x S.

Dans la suite du texte, on utilisera par commodité des termes comme « compression » ou « confinement », fondés sur la similarité de certaines propriétés physiques entre un champ magnétique et un gaz.
Les générateurs magnéto-cumulatifs utilisent une technique dite « de compression de flux magnétique » dont une description élémentaire est fournie plus loin. Cette technique s'appuie sur le fait que, à des échelles de temps suffisamment brèves pour que les pertes de courant induit provoquées par effet Joule soient négligeables, le flux du champ magnétique traversant une surface quelconque délimitée par un conducteur électrique (bobinage par exemple) reste constant lorsque la surface varie.
Cette conservation du flux peut être démontrée à partir des équations de Maxwell. De façon plus intuitive, elle est la conséquence du principe selon lequel tout changement d'état d'un système électromagnétique provoque un phénomène dont les effets tendent à s'opposer à ce changement. La réduction de la surface, en diminuant le flux magnétique, entraîne par réaction la production d'un courant dans le conducteur électrique, tendant à ramener le flux à sa valeur d'origine. Dans les générateurs magnéto-cumulatifs, ce phénomène est obtenu par divers procédés techniques mettant en œuvre des explosifs puissants.
Le processus de compression de flux permet ainsi à l'énergie chimique des explosifs d'être transformée en énergie électrique, le flux magnétique étant utilisé comme agent intermédiaire ; ce dernier joue ici un rôle similaire à celui d'un catalyseur dans les réactions chimiques : il permet en effet au processus de transformation de se produire, tout en restant lui-même conservé.

### Description élémentaire de la compression de flux

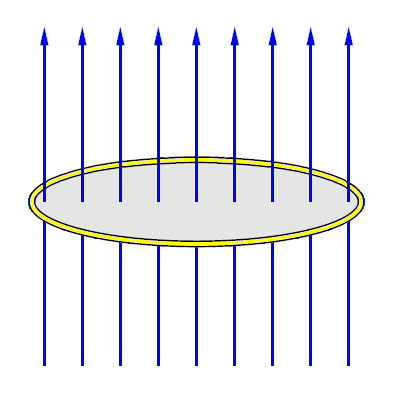
Fig. 1 : lignes de champ magnétique à l'origine.

Un champ magnétique externe (lignes bleues) traverse une boucle fermée que l'on assimilera à un conducteur parfait (de résistance nulle). Les neuf lignes de champ représentent le flux magnétique traversant la boucle.

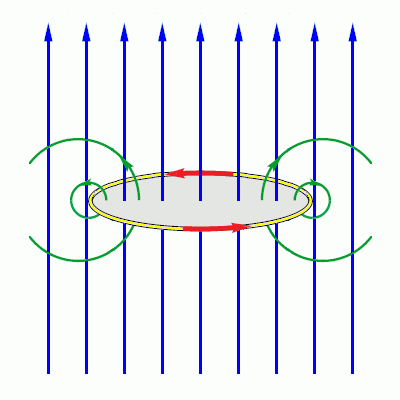
Fig. 2 : configuration après diminution du diamètre de la boucle.

Après diminution du diamètre de la boucle, le flux magnétique, réduit dans la même proportion que la surface, est représenté maintenant par cinq lignes de champ. La variation du flux magnétique induit un courant dans la boucle conductrice (flèches rouges), qui à son tour produit un nouveau champ magnétique (cercles verts). Le sens de circulation du courant est tel que le champ magnétique induit s'ajoute au champ externe, le flux total à l'intérieur de la boucle étant ainsi maintenu (les quatre lignes de champ vertes s'ajoutent aux cinq bleues pour redonner les neuf lignes de champ d'origine).

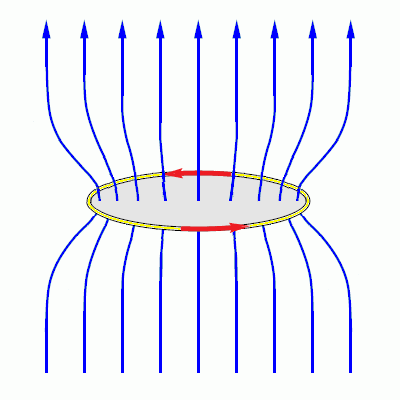
Fig. 3 : lignes de champ magnétique après compression.

Lorsque l'on additionne le champ externe et le champ induit, on obtient la configuration finale après compression : le flux magnétique total a été conservé (bien que la distribution du champ magnétique ait été modifiée), et un courant est apparu dans la boucle conductrice.

## Les divers types de générateurs
Si le principe de base de la compression de flux reste toujours le même, les techniques appliquées sont en revanche assez variées. Les scientifiques soviétiques du VNIIEF, pionniers dans ce domaine, ont conçu successivement trois types de générateurs :
- dans le premier type de générateur (MK-1, 1951), développé par Robert Lyudaev, le flux magnétique produit par un enroulement conducteur, et confiné à l'intérieur d'un tube métallique entouré d'explosifs, est soumis à une compression violente lors de l'explosion de la couche externe ; un dispositif du même type a été développé aux États-Unis une dizaine d'années plus tard par l'équipe de C.M. (Max) Fowler au LANL ;
- dans le type de générateur suivant (MK-2, 1952), le flux magnétique, confiné entre l'enroulement conducteur extérieur et un tube central rempli d'explosifs, est comprimé par le « piston » conique créé par la déformation du tube central lors de l'explosion de son contenu.
- un troisième type de générateur (DEMG), développé par Vladimir Chernyshev, utilise un cylindre dans lequel sont empilés des disques métalliques concaves, assemblés par paires de façon à constituer des modules creux (en nombre variable selon la puissance désirée), et séparés par des explosifs ; le système ainsi conçu fonctionne comme un ensemble constitué d'autant de générateurs que de modules.

De tels générateurs peuvent, selon le cas, être utilisés de façon indépendante, ou bien être assemblés en plusieurs étages successifs, l’énergie produite par un générateur étant transférée au suivant dans lequel elle est amplifiée, et ainsi de suite ; par exemple, le générateur DEMG est prévu pour être alimenté par un générateur de type MK-2.

### Générateurs à tube
Au printemps 1952, R.Z. Lyudaev, E.A. Feoktistova, G.A. Tsyrkov, et A.A. Chvileva ont réalisé la première expérience avec ce type de générateur, dans le but d’obtenir des champs magnétiques très élevés.

Générateur à tube.
1: Banc de condensateurs - 2: Interrupteur fermé - 3: Courant électrique - 4: Solénoïde - 5: Cylindre de cuivre - 6: Fente - 7: Champ magnétique - 8: Explosif à haute puissance.

Le fonctionnement d'un générateur MK-1 est le suivant :
- un champ magnétique longitudinal (7) est produit à l'intérieur d'un cylindre métallique conducteur creux (5), en déchargeant une batterie de condensateurs (1) dans le solénoïde (4) entourant ce cylindre (pour assurer une pénétration rapide du champ dans le cylindre, celui-ci est entaillé par une fente étroite (6), qui se referme ensuite sous l’effet de la déformation) ;
- la charge explosive (8) placée à l'extérieur est mise à feu de telle sorte que la compression du cylindre débute lorsque le courant qui passe dans le solénoïde est à son maximum ;
- l'onde de choc cylindrique convergente déclenchée par l'explosion entraîne la contraction rapide (supérieure à 1 km/s) du cylindre central, ce qui comprime le champ magnétique et crée un courant induit, ainsi qu'il a été expliqué plus haut (la vitesse de contraction permet, en première approximation, de négliger les pertes par effet Joule et considérer le cylindre comme un conducteur parfait).

Dès les premières expériences, des champs magnétiques d'un million de gauss ont pu être obtenus, pour un champ initial de 30 kG.

### Générateurs hélicoïdaux
Les générateurs hélicoïdaux ont été principalement conçus pour délivrer un courant intense dans une charge située à distance de sécurité. Ils sont fréquemment utilisés comme premier étage dans un système de génération multi-étages, le courant de sortie étant utilisé pour créer un champ magnétique très intense dans un deuxième générateur.

Fonctionnement d'un générateur hélicoïdal.
1: Banc de condensateurs - 2: Explosif à haute puissance - 3: Solénoïde - 4: Commutateur de charge - 5: Charge - 6: Blindage métallique.

Le fonctionnement d'un générateur MK-2 est le suivant :
- un champ magnétique longitudinal est produit entre un cylindre métallique conducteur (6) et un solénoïde (3) entourant celui-ci, en déchargeant une batterie de condensateurs (1) dans le solénoïde ;
- après mise à feu, une onde de détonation se propage dans la charge explosive (2) placée à l’intérieur du tube métallique central (de gauche à droite sur la figure) ;
- sous l'effet de la pression de l'onde de détonation, le tube se déforme et devient un cône dont le point de contact avec l’enroulement décrit une hélice, diminuant ainsi le nombre de spires non court-circuitées, ce qui comprime le flux magnétique et crée un courant induit ;
- au maximum de la compression du flux magnétique, le commutateur de charge (4) est ouvert, ce qui délivre alors le courant maximum à la charge (5).

Le générateur MK-2 est particulièrement intéressant pour la production de courants intenses, jusqu'à 108 A, ainsi que de champs magnétiques à très haute énergie, une proportion allant jusqu'à 20 % de l'énergie d'explosion pouvant en effet être convertie en énergie magnétique, et ce pour des valeurs de champ relativement élevées, pouvant atteindre 2×106 Oe.
La réalisation pratique de systèmes MK-2 à performances élevées a nécessité des études approfondies effectuées par une équipe importante ; celles-ci étaient pratiquement achevées en 1956, le premier générateur MK-2 ayant été réalisé en 1952, et des courants allant jusqu’à 100 millions d’ampères ayant été obtenus dès 1953.

### Générateurs à disques

Générateur à disques.
1: Axe de symétrie - 2: Dispositif à implosion - 3: Commutateur de charge - 4: Cavité d'un module - 5: Alimentation issue d'un générateur hélicoïdal - 6: Générateur à 15 modules discoïdaux - 7: Fusible coupe-circuit - 8: Commutateur de charge déclenché par explosif
a: Courant en entrée - b: Courant en sortie
A: Cuivre - B: Explosif à haute puissance - C: Détonateur - D: Circulation initiale du courant - E: Circulation finale du courant.

Le fonctionnement d'un générateur DEMG est le suivant :
- des disques métalliques conducteurs, assemblés par paires de façon à constituer des modules creux ayant la forme d'un tore aplati en périphérie (A), et séparés les uns des autres par des explosifs (B), sont alignés à l'intérieur d'un cylindre (6) selon son axe[4] ; le nombre de modules peut varier en fonction de la puissance désirée (la figure représente un dispositif à 15 modules), ainsi que le rayon des disques (de l'ordre de 20 à 40 cm) ;
- le dispositif est alimenté (5) par un générateur de type MK-2 situé en amont, ce qui crée un champ magnétique intense à l'intérieur de chacun des modules ;
- lors de la mise à feu, l'explosion débute sur l'axe (1) et se propage radialement, de manière centrifuge, en propulsant et déformant les protubérances discoïdales de section triangulaire, situées originellement au voisinage de l'axe, qui jouent dans chaque module le rôle d'un piston ;
- au fur et à mesure de la progression de l'explosion, le flux magnétique est compressé à l'intérieur de chacun des modules par ce piston conducteur et par le rapprochement simultané des parois, créant ainsi un courant induit (D) ;
- lorsque le courant induit atteint son maximum, le fusible (7) fond et, simultanément, le commutateur de charge (3,8) se referme, ce qui permet au courant (E) d'être délivré à la charge (le mode de déclenchement du commutateur de charge n'est pas explicité dans la documentation disponible).

Des systèmes utilisant jusqu'à 25 modules ont été développés au VNIIEF. Des énergies de 100 MJ à 256 MA ont été produites par un générateur d'un mètre de diamètre composé de trois modules.